# Oceanus Borealis

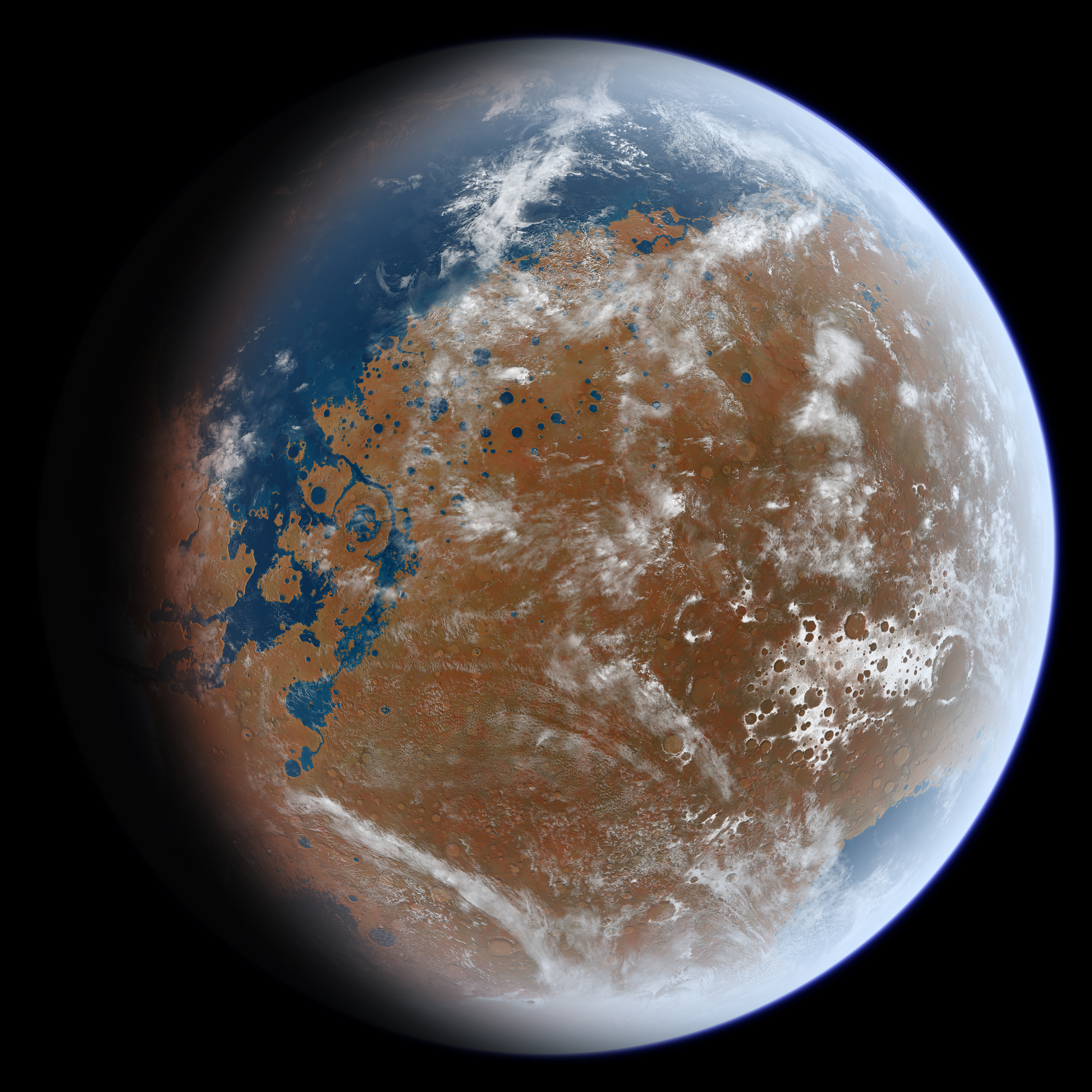
L'océan boréal.

Oceanus Borealis ( « océan Boréal ») est un hypothétique paléo-océan martien, proposé en 1987 par John E. Brandenburg. Il aurait couvert la majeure partie de l'hémisphère nord de la planète peu après sa formation.

## Description
D'après Villanueva et al. (2015), la planète Mars aurait perdu un volume d'eau 6,5 fois plus important que celui actuellement stocké dans ses calottes polaires, de sorte que le volume de son océan primitif aurait été supérieur à 20 millions de kilomètres cubes, un volume comparable à celui de l'océan Arctique terrestre (volume estimé de 15 millions de kilomètres cubes). Au vu de l'actuelle surface de la planète, son océan primitif aurait recouvert les plaines du nord, caractérisées par leur faible élévation. Il aurait ainsi recouvert environ 19 % de la surface de la planète, ce qui est proportionnellement supérieur aux 17 % de la surface terrestre que recouvre actuellement l'océan Atlantique. Sa profondeur, de 140 m en moyenne, aurait atteint jusqu'à 1 600 m par endroits.

## Sources